# Ladeira da Misericórdia
Ladeira da Misericórdia a été la première voie publique de la ville de Rio de Janeiro.

## Historique
Il a été ouvert, certainement en 1567, lorsque la ville fondée par Estácio de Sá a été transférée à Morro do Castelo.
Au sommet de celui-ci, se trouvait le Largo do Castelo avec le bâtiment du Colégio dos Padres Jesuítas, de la Compagnie de Jésus.
En 1878, lorsque toutes les propriétés de la ville furent enregistrées et renumérotées, Ladeira da Misericórdia comptait onze bâtiments.
Après la démolition de Morro do Castelo en 1922, une petite section initiale de celui-ci reste, à côté de l'église de Nossa Senhora do Bonsucesso. Malgré une fin abrupte, la voie présente toujours son pavé d'origine.

## Bâtiments remarquables et lieux de mémoire
Cette rue est désignée comme l'adresse du Vigário-Major dans le roman " Mémoires d'un sergent de milice ", de Manuel Antônio de Almeida .

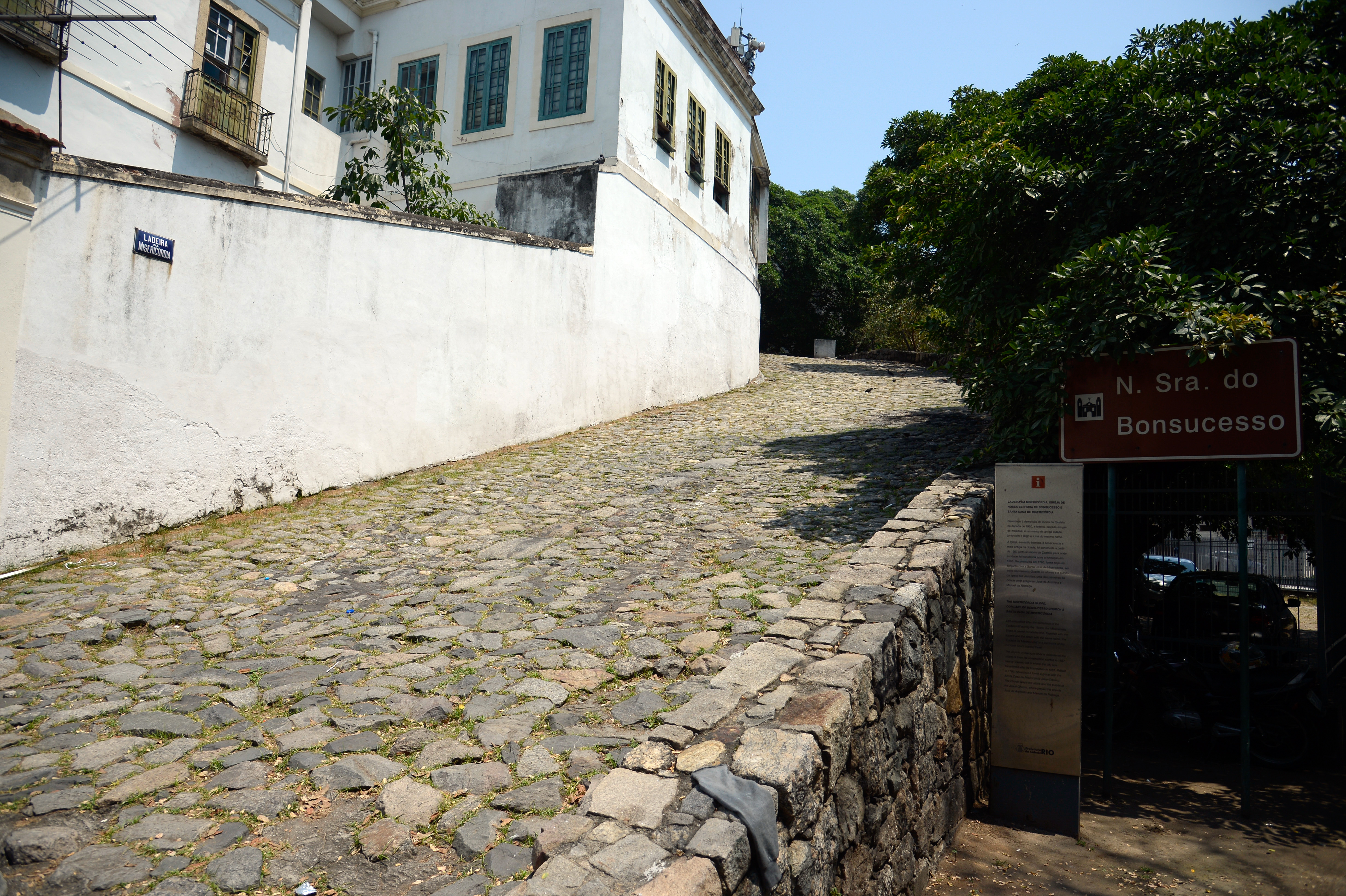
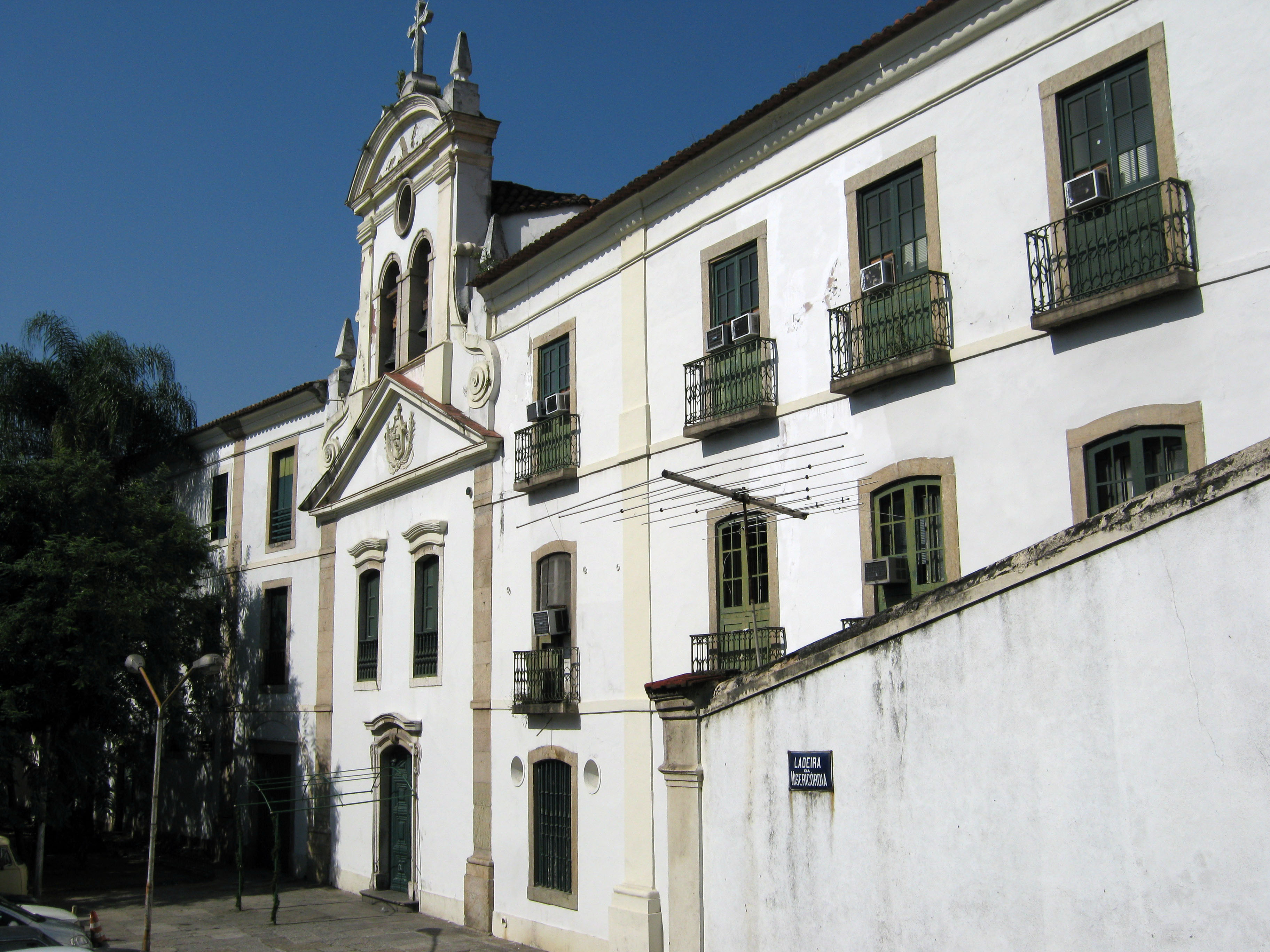
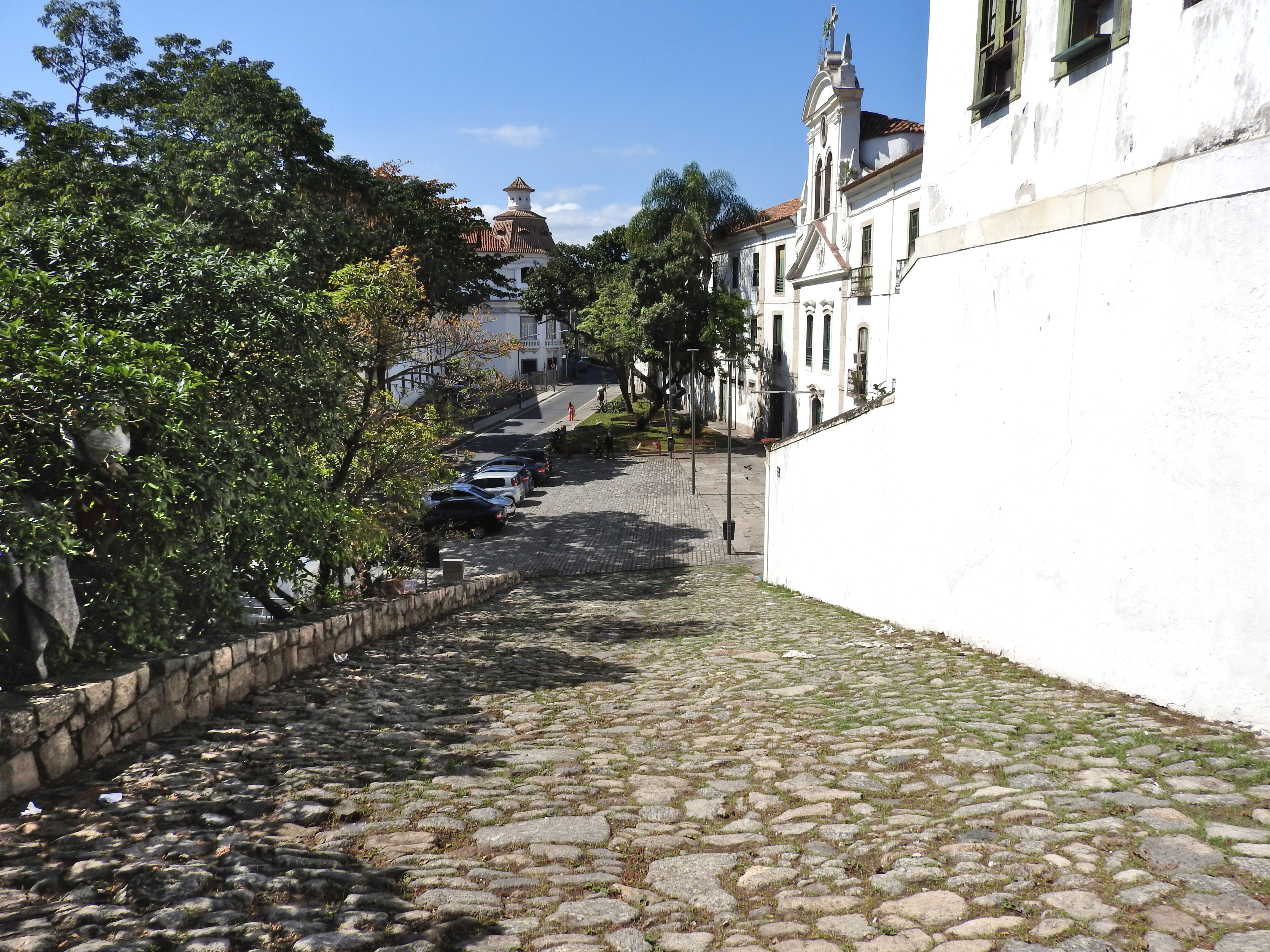
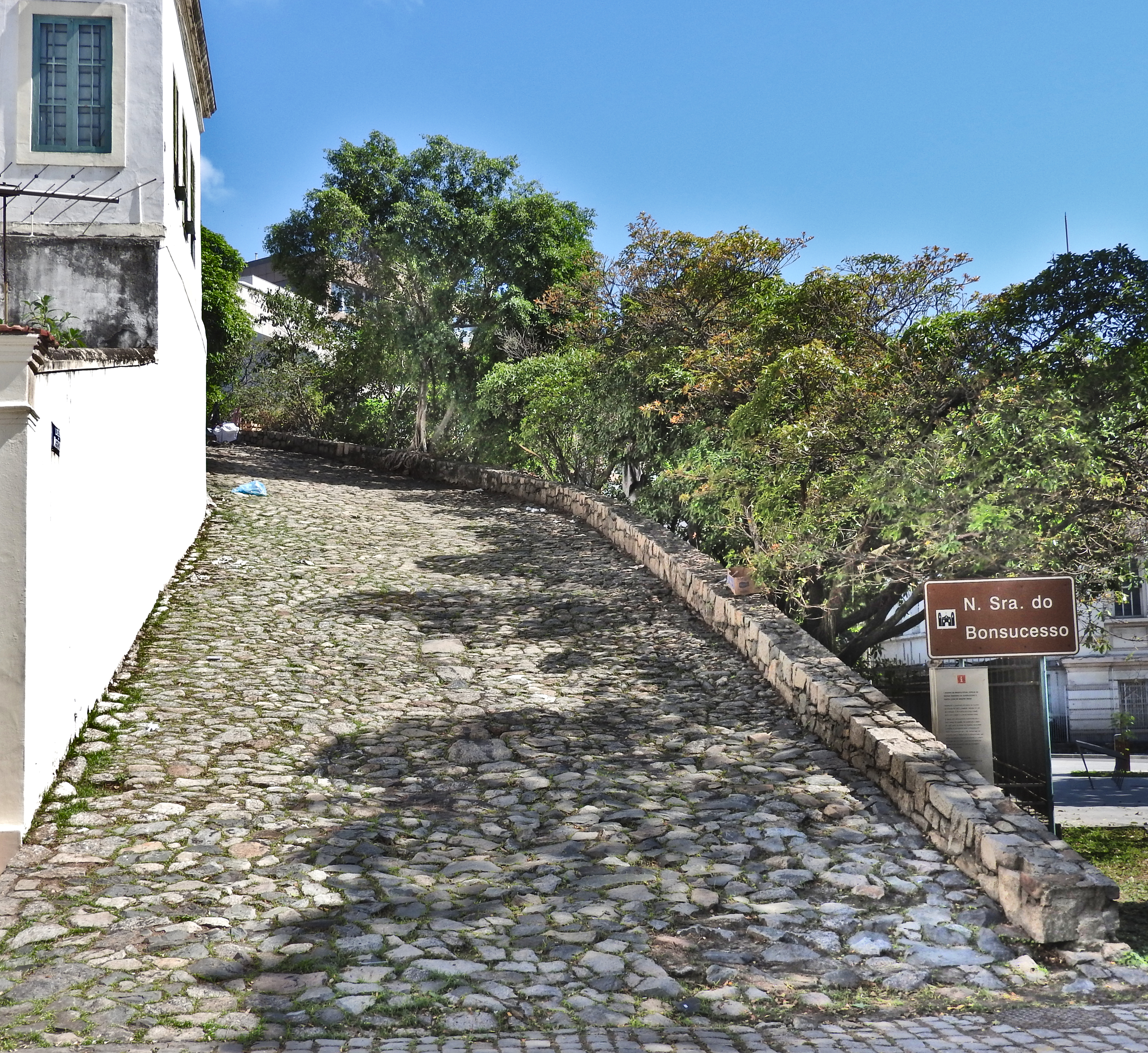